# Episodios de una guerra interminable
Episodios de una guerra interminable fue un proyecto narrativo de la autora española Almudena Grandes. Se compone de seis novelas independientes que narran momentos significativos de la resistencia antifranquista en un periodo comprendido entre 1939 y 1964, y cuyos personajes principales interactúan con figuras reales y escenarios históricos. El espíritu y el modelo formal, así como la elección del nombre, homenajean a los Episodios nacionales de Benito Pérez Galdós.

## Plan de la obra
- Inés y la alegría. El Ejército de la Unión Nacional Española y la invasión del valle de Arán. (2010, Tusquets)[2][3]

- El lector de Julio Verne. La guerrilla de Cencerro y el Trienio del Terror. (2012, Tusquets)[4][5]
- Las tres bodas de Manolita. El cura de Porlier, el Patronato de Redención de Penas y el nacimiento de la resistencia clandestina contra el franquismo. (2014, Tusquets)[6]
- Los pacientes del doctor García. El fin de la esperanza y la red de evasión de jerarcas nazis dirigida por Clara Stauffer. (2017, Tusquets)[7]
- La madre de Frankenstein. Agonía y muerte de Aurora Rodríguez Carballeira en el apogeo de la España nacionalcatólica. (2020, Tusquets)[8][9][10]
- Mariano en el Bidasoa. Los topos de larga duración, la emigración económica interior y los 25 años de paz. (Inconclusa)